# Castiglione d'Intelvi
Castiglione d'Intelvi (Castijùn o La Turr in dialetto comasco, AFI: /kaʃtiˈjuŋ/ o /laˈtur/) è un municipio di 1 218 abitanti del comune italiano Centro Valle Intelvi, in provincia di Como. 
Fino al 31 dicembre 2017 ha costituito un comune autonomo. Ha dato i natali nel 1701 all'ingegnere e cartografo Giovanni Battista Nolli.

## Origini del nome
Le origini del toponimo "Castiglione" si rifanno alla presenza, sul territorio, di un antico castello. Antiche menzioni storiche del toponimo si ritrovano in almeno due documenti a cavallo tra i secoli X e XI: nel 987 è infatti attestato come Castillione sito loco Entelano, mentre un atto di compravendita del 1038 fa riferimento al loco Castelioni sita Intelano.

## Storia
Nel X secolo Castiglione d’Intelvi veniva indicato come castrum, per via della presenza di una fortificazione situata nell'attuale località di La Torre.
Successivamente alla Guerra decennale tra Como e Milano, Castiglione diventò feudo di pertinenza dei Camozzi, che a La Torre costruirono un castello e una torre di cui oggi non restano altro che rovine. Alla Guerra decennale è indirettamente legata la località Visonzo, luogo natio di Giovanni Buono, annoverato tra i Magistri Antelami e costruttore di una macchina da guerra che permise ai comaschi di espugnare il castello di San Martino, situato nei pressi del Lago di Lugano.

Nel 1335, il "comune de Castilliono" faceva parte della cosiddetta pieve d'Intelvi.

Territorio dell'ex comune di Castiglione d'Intelvi nella provincia di Como

Nel corso dei secoli, il domino su di Castiglione passò nelle mani di diverse famiglie. In un primo momento, l'investitura andò ai Rusconi, signori del feudo della Valle Intelvi dal 1451 al 1570. In questo periodo, Castiglione seguì le sorti del resto della Lombardia, che nel 1527 passò nelle mani di Gian Giacomo Medici. Tra il 1583 e il 1713 feudo fu quindi di pertinenza della famiglia dei Marliani, autori di una casa-forte ancor'oggi visibile a Castiglione. Nel 1593 si registra una visita pastorale da parte del vescovo Feliciano Ninguarda.. Ai Marliani si avvicendarono infine i Riva Andreotti, a cui Castiglione risulta ancora infeudato nel 1751. Nello stesso anno, un documento del Ducato di Milano rivela come Castiglione fosse ancora inserito nella pieve d'Intelvi e comprendesse i cassinaggi di "Cassina Tagliada", Foscia, "Molino di sopra", "Molina di sotto" e "Molino di mezzo".
Durante la dominazione austriaca sulla Lombardia, Castiglione fu capoluogo del mandamento della Valle Intelvi.
Un decreto di riorganizzazione amministrativa del Regno d'Italia napoleonico datato 1807 sancì l'annessione dei comuni di Blessagno ed uniti, Casasco e Cerano ed uniti in quello di Castiglione. La decisione fu tuttavia abrogata con la Restaurazione.

Il 1º gennaio 2018 Castiglione divenne parte del neocostituito comune di Centro Valle Intelvi, comprensivo anche di Casasco d'Intelvi e di San Fedele Intelvi.

Vecchio stemma comunale

### Simboli
Lo stemma e il gonfalone del comune di Castiglione d'Intelvi erano stati concessi con decreto del presidente della Repubblica del 24 aprile 1997.
Il gonfalone era un drappo di giallo.

## Monumenti e luoghi d'interesse

### Architetture religiose

#### Chiesa di Santo Stefano
La chiesa venne riedificata tra il 1635 e il 1638 sui resti di quella che fu la prima chiesa battesimale della valle, andata distrutta nel 1590 in seguito a uno straripamento del torrente Cazzola. All'interno dell'attuale parrocchiale spiccano un'antica vasca battesimale in serizzo, affreschi di Carlo Innocenzo Carloni, e dipinti attribuiti a Giulio Quaglio.

#### Chiesa di Sant'Agata
Contrapposta alla chiesa di Santo Stefano si trova la Chiesa di Sant'Agata (XVI secolo), piccolo edificio con facciata a capanna e impianto ad aula. All'interno, si presenta con due campate, di cui una contenente due nicchie e due cappelle a pianta rettangolare, oltre che con un presbiterio a pianta quadrata decorato da Giulio Quaglio, autore anche di un paliotto in tela. Alla decorazione della chiesa hanno inoltre collaborato artisti come Carlo Innocenzo Carloni, Onorato Andina, Giuseppe Giani e Giangiacomo Chigi, nell'ambito di una serie di interventi avvenuti a più riprese tra il Seicento e l'Ottocento. La pala d'altare raffigura il martirio della santa titolare dell'edificio religioso.

#### Oratorio della Madonna del Restello
Di Giulio Quaglio sono anche alcuni affreschi conservati nell'Oratorio della Madonna del Restello, edificio a pianta ottagonale situato ai confini della località La Torre, in posizione sottoelevata rispetto alla strada che porta verso Dizzasco. L'appellativo "Restello" si rifà alla presenza di un restel (in dialetto: "cancello") il quale, secondo la devozione popolare, nel XVII secolo avrebbe difeso il paese dalla peste. Al suo interno si trovano posto inoltre alcuni affreschi di Antonio Ferretti e un paliotto policromo realizzato dallo scagliolista Pietro Solari di Verna.

#### Altro
- Oratorio della Neve[19], all'incrocio tra Via Carceri e Via Castello.

### Architetture civili
- Casa Rinaldi, abitazione che nell'aspetto attuale risale ai secoli XIII-XV[23]. Nota anche come "Casa del Capitano", è dotata di un portale Trecentesco e, internamente, conserva ricchi affreschi[9].
- Portale in stile gotico, in un palazzo vicino all'Oratorio della Neve.[19]

## Società

### Evoluzione demografica

#### Prima dell'unità d'Italia
- 1593: 302 abitanti[10]
- 1751: 338 abitanti[10]
- 1771: 426 abitanti[24]
- 1799: 410 abitanti[25]
- 1805: 512 abitanti[25]

#### Dopo l'unità d'Italia
Abitanti censiti

### Esplicative
1. ↑  sia nell'ortografia moderna che in quella classica

### Bibliografiche
1. ↑  Dato Istat - Popolazione residente al 31 marzo 2017.
2. ↑   Classificazione sismica (XLS), su rischi.protezionecivile.gov.it.
3. ↑   Tabella dei gradi/giorno dei Comuni italiani raggruppati per Regione e Provincia (PDF), in Legge 26 agosto 1993, n. 412, allegato A, Agenzia nazionale per le nuove tecnologie, l'energia e lo sviluppo economico sostenibile, 1º marzo 2011,  p. 151. URL consultato il 25 aprile 2012 (archiviato dall'url originale il 1º gennaio 2017).
4. ↑   AA. VV., Dizionario di toponomastica. Storia e significato dei nomi geografici italiani., Milano, Garzanti, 1996,  p. 178, ISBN 88-11-30500-4.
5. ↑   Statuto comunale di Centro Valle Intelvi, su comune.centrovalleintelvi.co.it.
6. 1 2 3 4 5   Castiglione d'Intelvi - www.valleintelviturismo.it - Il Portale del Turismo della Valle, su valleintelviturismo.it. URL consultato il 4 aprile 2020.
7. 1 2 3 4 5   Castiglione d'Intelvi, su agriturismolagodicomo.net. URL consultato il 4 aprile 2020 (archiviato dall'url originale il 25 settembre 2020).
8. 1 2  AA.VV., Una chiesa tra lago e montagne, p. 67.
9. 1 2 3 4 5 6 7  Borghese, p. 160.
10. 1 2 3 4 5 6 7   SIUSA - Comune di Castiglione d'Intelvi, su siusa.archivi.beniculturali.it. URL consultato il 4 aprile 2020.
11. 1 2   Comune di Cerano, 1816-1859 – Istituzioni storiche – Lombardia Beni Culturali, su lombardiabeniculturali.it. URL consultato il 1º maggio 2020.
12. ↑   Comune di Blessagno, 1816-1859 – Istituzioni storiche – Lombardia Beni Culturali, su lombardiabeniculturali.it. URL consultato il 1º maggio 2020.
13. ↑   Comune di Casasco, 1816-1859 – Istituzioni storiche – Lombardia Beni Culturali, su lombardiabeniculturali.it. URL consultato il 1º maggio 2020.
14. ↑   Castiglione d'Intelvi, decreto 1997-04-24 DPR, concessione di stemma e gonfalone, su Archivio Centrale dello Stato.
15. ↑   Chiesa di S. Stefano - complesso, Via San Fedele - Castiglione d'Intelvi (CO) – Architetture – Lombardia Beni Culturali, su lombardiabeniculturali.it. URL consultato il 1º aprile 2020.
16. 1 2 3  Bartolini, p. 260.
17. 1 2  AA.VV., Una chiesa tra lago e montagne, p. 68.
18. ↑   Chiesa di S. Stefano, Via San Fedele - Castiglione d'Intelvi (CO) – Architetture – Lombardia Beni Culturali, su lombardiabeniculturali.it. URL consultato il 1º aprile 2020.
19. 1 2 3  TCI, Guida d'Italia [...], p. 317.
20. 1 2   Chiesa di S. Agata, Via San Fedele - Castiglione d'Intelvi (CO) – Architetture – Lombardia Beni Culturali, su lombardiabeniculturali.it. URL consultato il 1º aprile 2020.
21. 1 2  Bartolini, p. 261.
22. 1 2   Oratorio della Madonna del Restello, Via Roma - Castiglione d'Intelvi (CO) – Architetture – Lombardia Beni Culturali, su lombardiabeniculturali.it. URL consultato il 1º aprile 2020.
23. ↑   Casa Rinaldi, Via San Fedele, 38 - Castiglione d'Intelvi (CO) – Architetture – Lombardia Beni Culturali, su lombardiabeniculturali.it. URL consultato il 1º aprile 2020.
24. ↑   Comune di Castiglione, 1757 - 1797 – Istituzioni storiche – Lombardia Beni Culturali, su lombardiabeniculturali.it. URL consultato il 1º maggio 2020.
25. 1 2   Comune di Castiglione, 1798 - 1815 – Istituzioni storiche – Lombardia Beni Culturali, su lombardiabeniculturali.it. URL consultato il 1º maggio 2020.
26. ↑  Statistiche I.Stat - ISTAT;  URL consultato in data 28-12-2012.